# TTL (ген)
TTL (англ. Tubulin tyrosine ligase) – білок, який кодується однойменним геном, розташованим у людей на 2-й хромосомі. Довжина поліпептидного ланцюга білка становить 377 амінокислот, а молекулярна маса — 43 212.
| 10         |  | 20         |  | 30         |  | 40         |  | 50         |
| ---------- |  | ---------- |  | ---------- |  | ---------- |  | ---------- |
| MYTFVVRDEN |  | SSVYAEVSRL |  | LLATGHWKRL |  | RRDNPRFNLM |  | LGERNRLPFG |
| RLGHEPGLVQ |  | LVNYYRGADK |  | LCRKASLVKL |  | IKTSPELAES |  | CTWFPESYVI |
| YPTNLKTPVA |  | PAQNGIQPPI |  | SNSRTDEREF |  | FLASYNRKKE |  | DGEGNVWIAK |
| SSAGAKGEGI |  | LISSEASELL |  | DFIDNQGQVH |  | VIQKYLEHPL |  | LLEPGHRKFD |
| IRSWVLVDHQ |  | YNIYLYREGV |  | LRTASEPYHV |  | DNFQDKTCHL |  | TNHCIQKEYS |
| KNYGKYEEGN |  | EMFFKEFNQY |  | LTSALNITLE |  | SSILLQIKHI |  | IRNCLLSVEP |
| AISTKHLPYQ |  | SFQLFGFDFM |  | VDEELKVWLI |  | EVNGAPACAQ |  | KLYAELCQGI |
| VDIAISSVFP |  | PPDVEQPQTQ |  | PAAFIKL    |  |            |  |            |

A: Аланін

C: Цистеїн

D: Аспарагінова кислота

E: Глутамінова кислота

F: Фенілаланін

G: Гліцин

H: Гістидин

I: Ізолейцин

K: Лізин

L: Лейцин

M: Метіонін

N: Аспарагін

P: Пролін

Q: Глутамін

R: Аргінін

S: Серин

T: Треонін

V: Валін

W: Триптофан

Кодований геном білок за функцією належить до лігаз. 
Білок має сайт для зв'язування з АТФ, нуклеотидами, іоном магнію, калію. 